# Sangiaccato (suddivisione amministrativa)
Il sangiaccato (in turco Sancak; in serbo санџак?, sandžak) era una suddivisione dell'Impero ottomano che cessò di esistere con le guerre balcaniche del 1912-1913. Sangiaccato è la traslitterazione della parola turca sancak, che significa "distretto" o "bandiera".

## Storia

### In età selgiuchide e ayyubide
Il termine fu per la prima volta usato in ambito turco-selgiuchide per indicare un grande vessillo che simboleggiava la regalità dei Sultani che lo ostentavano. Con lo stesso significato venne usato anche dai Sultani Ayyubidi, mentre i Mamelucchi ne mutarono alquanto l'accezione.

### In epoca ottomana
Inevitabilmente, quando i signori feudali turchi, i sanjaq bey, furono designati per il governo di una parte dei suoi territori dal Sultano d'Istanbul, il termine passò a indicare l'entità territoriale da essi amministrata. Fu il sultano ottomano Murad III (1574-1595) che decise di utilizzare questo termine per indicare le divisioni amministrative all'interno dell'Impero Ottomano.
In origine i sangiaccati erano suddivisioni amministrative di primo livello. Verso la metà del secolo XIV divennero parte dei Timar in un sistema feudale di tipo militare. Oltre ai corpi militari, nell'esercito ottomano era presente un corpo di cavalleria chiamato spahi o sipahi che prestavano servizio in cambio dell'uso (non la proprietà) di terreni donati dal Sultano (terreni estesi erano chiamati zaim o zeamet, piccole estensioni timar) e combattevano con al comando un sangiacco.
Con la costituzione di un nuovo primo livello di suddivisione dell'Impero, il beylerbeylik (più tardi eyalet o vilayet), il sangiaccato divenne suddivisione di secondo livello. Il loro numero mutò in base ai confini dell'Impero per raggiungere i 400 nell'epoca delle Riforme (definite appunto Tanzimat) del XIX secolo. Non tutti i sanjaq erano suddivisioni di province: in alcune aree appena conquistate o in altre come Bengasi o Çatalca rimasero indipendenti e i loro leader riferivano direttamente alla Sublime porta. Un sanjak poteva essere diviso in kadiluk, a sua volta suddiviso in Kadi.